# Илинденци (либяховци)
Илинденци (до 1951 година либяховци или либяховалии) са жителите на село Илинден (Либяхово), България. Това е списък на най-известните от тях.

## Родени в Илинден
А — Б — В — Г — Д –
Е — Ж — З — И — Й –
К — Л — М — Н — О –
П — Р — С — Т — У –
Ф — Х — Ц — Ч — Ш –
Щ — Ю — Я

### А
- Ангел П. Ангелов, македоно-одрински опълченец, 18-годишен, дюлгерин, IV отделение, 3 рота на 13 кукушка дружина[1]
- Ангел Сарафов (1867 – 1932), български лекар и офицер
- Ангел Столинчев (1917 – 2003), български църковен деец
- Ангел Чолев (1881 – 1923), български политик и революционер
- Атанас Попов (1884 – 1928), български революционер, войвода на ВМРО
- Атанас Попов (р. 1935), български педагог
- Атанас Поппетров (1850 – 1933), български просветен деец и революционер
- Атанас Тиганчев (1870 – 1944), български революционер

### Б
- Борис Сарафов (1872 – 1907), български революционер, деец на ВМОК и ВМОРО

### В
- Васил Тодоров, български опълченец, IV опълченска дружина, умрял преди 1918 г. в Берковица[2]
- Велик Попов (1889 – ?), български просветен деец

### Г
- Георги Ангелов, македоно-одрински опълченец, 23 (26)-годишен, земеделец, основно образование, четата на Стоян Мълчанков, 1 рота на 14 воденска дружина[3]
- Георги Гърнев (1856 – 1913), български просветен деец и фолклорист
- Георги Зимбилев (1820 – 1880), български просветен деец
- Георги Ковачев (? – 1923), български революционер, отвлечен от Пловдивския затвор след Деветоюнския преврат, предадена на войводата на ВМРО Иван Келпеков и убит[4]
- Георги Коюмджиев (1899 – 1923), български революционер
- Георги Полянов (1857 – 1903), български революционер
- Георги Стойков, български адвокат[5]
- Георги Юруков (р. 1955), български политик, член на ВС на БСП

### Д
- Димитър Арнаудов (1874 – 1938), български революционер и политик, деец на ВМОРО и ВМРО (обединена)
- Димитър Панчелиев (1881 – 1925), български революционер и политик, деец на ВМОРО и БКП

### Е
- Екатерина Арнаудова (1874 – 1958), българска революционерка от ВМОК

### З
- Злата Сарафова (1879 – ?), българска лекарка и общественичка

### И
- Иван Господаров (1878 – ?), български революционер
- Иван Захариев (р. 1941), български писател, автор на стихосбирка
- Иван Коюмджиев (1870 – 1923), български революционер
- Илия Арнаудов, доброволец в четата на Иван Атанасов – Инджето през Сръбско-българската война в 1885 година[6]

### К
- Константин Гърнев (1894 – 1966), български художник
- Кръстьо Сарафов (1876 – 1952), български артист

### Н
- Никола Арнаудов, македоно-одрински опълченец, 15 щипска дружина[7]
- Никола Гърнев (1895 – ?), деец на ВМРО (Обединена)
- Никола Петров (1878 – 1924), български офицер, военен педагог и военен юрист, председател на Военно-касационния съд
- Никола Сарафов (1882 – 1970), български инженер
- Никола Тодоров Ушев (1867 – 1925), български революционер, деец на ВМОРО и БКП

### П
- Петко Тунчев (1883 – 1925), български революционер, деец на ВМОРО, македоно-одрински опълченец, деец на БЗНС
- Петър Коемджиев (1858 – 1926), български просветен деец[8]

### Р
- Радой Гърнев (1895/6 – 1952), български военен деец

### С
- Симеон (Моньо) Гърнев (1827 – 1905), български възрожденски общественик
- Симеон Гърнев (1887 – 1925), български революционер, деец на ВМОРО, македоно-одрински опълченец, деец на БЗНС
- Стоян Зимбилев, български църковен деец и революционер

### Т
- Тодор Гърнев (1856 – 1913), деец на БЗНС

### Х
- Харизан Либяховалията, български революционер, четник при Филип Цветанов
- Харитон Карпузов (Кръстьо Ангелов) (1827 – 1899), български църковен деец

## Починали в Илинден
- Атанас Попов (1884 – 1928), български революционер, войвода на ВМРО
- Георги Полянов (1857 – 1903), български революционер
- Георги Христов Маламата, (? – 1895), български революционер
- Михаил Даев, (1881 – 1907), български революционер

## Свързани с Илинден
- Анго Поленов, български учител в Либяхово между 1871 и 1872 година, преподава по взаимната метода и заменя гръцкия език в църквата с български[9]